# Klemen Bauer
Klemen Bauer, slovenski biatlonec, * 9. januar 1986, Ljubljana.
Bauer je za Slovenijo nastopil na Zimskih olimpijskih igrah 2006 v Torinu.
Tekmoval je v šprint na 10 kilometrov, kjer je osvojil 69. mesto ter v teku na 20 kilometrov, kjer je bil 60. Na istih igrah je bil tudi član slovenske štafete 4 x 7,5 km, ki je osvojila 10. mesto.
Na Svetovnem prvenstvu 2012 v Ruhpoldingu je osvojil srebrno medaljo v mešani štafeti, kjer so bili v postavi slovenske reprezentance še Andreja Mali, Teja Gregorin in Jakov Fak.